# Vuelta Ciclista Internacional a Extremadura
La Vuelta a Extremadura era una corsa in linea maschile di ciclismo su strada, organizzata dal 1987 al 2009 con cadenza annuale nella regione dell'Estremadura, in Spagna.
Riservata a lungo alla categoria dilettanti, dal 2005 al 2009 ha fatto parte del circuito UCI Europe Tour come prova di classe 2.2.

## Albo d'oro
Aggiornato all'edizione 2011.
| Anno | Vincitore            | Secondo                | Terzo                    |
| ---- | -------------------- | ---------------------- | ------------------------ |
| 2002 | Sergio Domínguez     | Ricardo Serrano        | Fredrik Modin            |
| 2003 | José Ángel Gómez     | Carlos Barredo         | Francisco Javier Andújar |
| 2004 | Juan Carlos López    | Jordi Grau             | Sergio Domínguez         |
| 2005 | Luis Roberto Álvarez | Juan Carlos Rojas      | Francisco Terciado       |
| 2006 | Pedro Romero Ocampo  | Ángel Rodríguez García | Gustavo Domínguez        |
| 2007 | Nuno Duarte          | Reinier Honig          | José Luis Cubillo        |
| 2008 | Daniel Lloyd         | Manuel Lloret          | Sergio Sousa             |
| 2009 | José de Segovia      | Luis Laverde           | Bruno Castanheira        |
| 2010 | non disputato        |                        |                          |
| 2011 | Gustavo Pérez        | Paul Kneppers          | Raúl García de Mateos    |